# Lütfi Çenet
Lütfi Çenet (* 30. April 1980) ist ein türkischer Karambolagespieler und Weltmeister in der Disziplin Dreiband.

## Karriere
Çenet gehört mit Semih Saygıner, Tayfun Taşdemir, Murat Naci Çoklu und Adnan Yüksel zur Elite der Dreibandspieler der Türkei. Weltweit zählt er zu den Top-20-Spielern. Seine bisher größten Erfolge sind der Sieg bei der Team-EM 2009 im französischen Dinard und der Team-WM 2011 in Viersen. 2012 wurde er türkischer Meister.

## Erfolge
- Dreiband-Weltmeisterschaft für Nationalmannschaften:  2011  2013
- Dreiband-Weltcup:  2012/3, 2019/5  2011/4, 2017/4
- Dreiband-Europameisterschaft für Nationalmannschaften:  2009  2008, 2011
- Türkische Meisterschaft:  2012

Quellen: